# Ali ben Youssef
Pour les articles homonymes, voir Youssef et Ali ben Yusuf.
Ali ben Youssef ou Ali Ou-Youssef (1083- 26 janvier 1143) (berbère : ⵄⵍⵉ ⵓ ⵢⵓⵙⴼ, arabe : علي بن يوسف) appartient à la dynastie berbère des Almoravides. Il est le fils de Youssef ben Tachfine et de son épouse Zaynab Nefzaouia. Il succède à son père en 1106 pour régner pendant 37 ans, soit jusqu'à sa mort en 1143.
Il possède en Afrique une partie du Maghreb, dont le Maroc et la Mauritanie, une partie du Mali et du Sénégal actuels ainsi que l'ouest de l'Algérie, et en Europe une grande partie de la péninsule ibérique (Al-Andalus), actuellement l'Andalousie, la région de Valence, une partie de l'Aragon et de la Catalogne. À la fin de son règne, sa puissance est ébranlée par les Almohades, qui lui enlèvent plusieurs provinces d'Afrique.
Il est connu dans l'histoire pour avoir vaincu au tout début de son règne, le 29 mai 1108, le roi Alphonse VI du Royaume de Castille et Léon lors de la bataille de Uclès à côté de Cuenca en Espagne actuelle. À la suite de cela, le fils du roi chrétien Sancho Alfonsez succomba.
Deux années plus tard, en 1110, il conquiert la Taïfa de Saragosse dans le Nord de l’Espagne par la main d'Abdelmalik ibn Mustain Imad al-Dawla de la dynastie des Hudites de Saragosse. 
À l'ouest de la Péninsule Ibérique, ses troupes prennent en 1111 Santarém aux Chrétiens mais échouent devant Coimbra en 1117. 
C'est lui qui fortifie la ville de Marrakech.
Sur le plan religieux, il marque le rigorisme malékite en faisant brûler les livres du théologien Al-Ghazâlî.

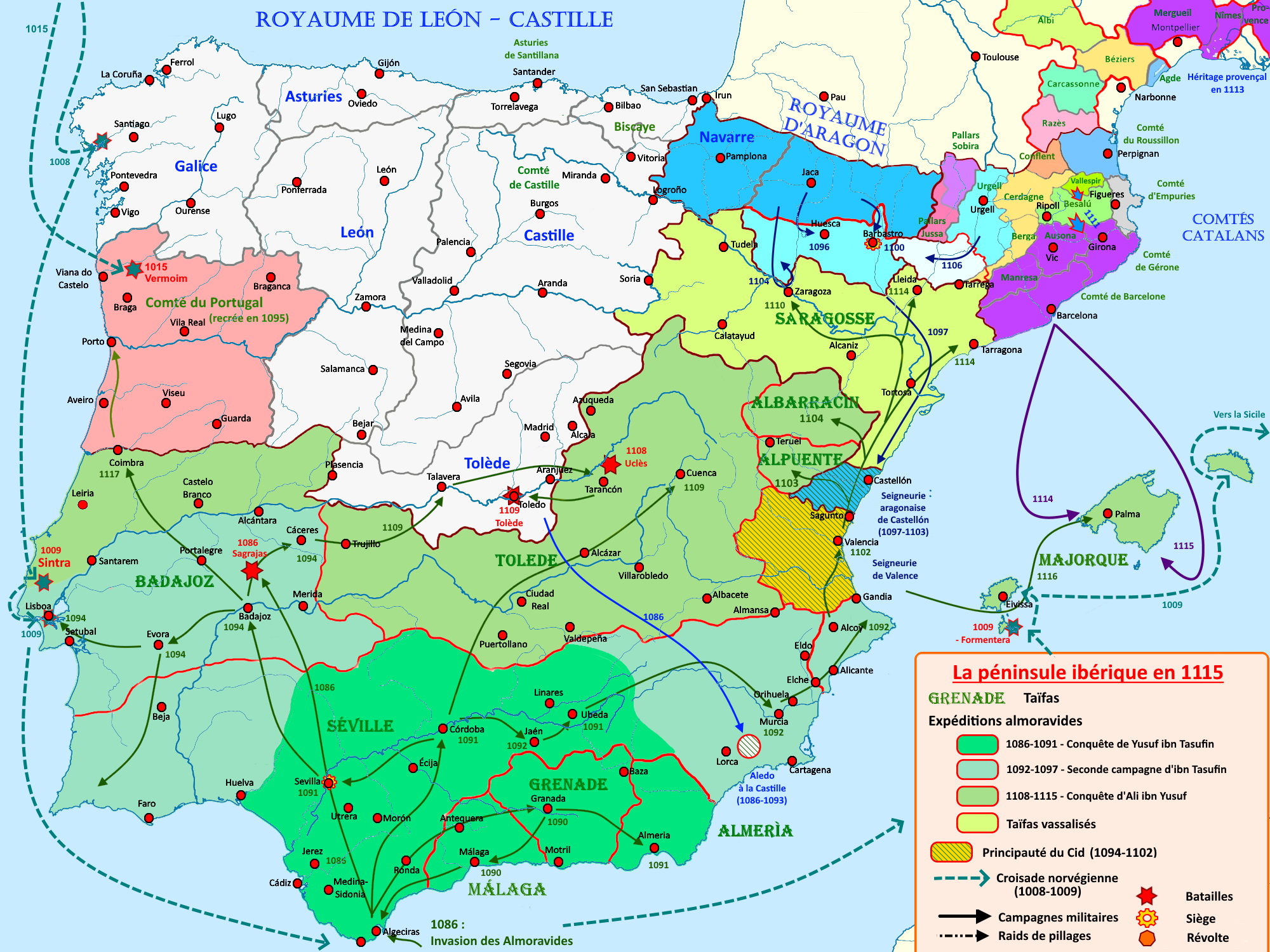
Les conquêtes almoravides de 1085 à 1115

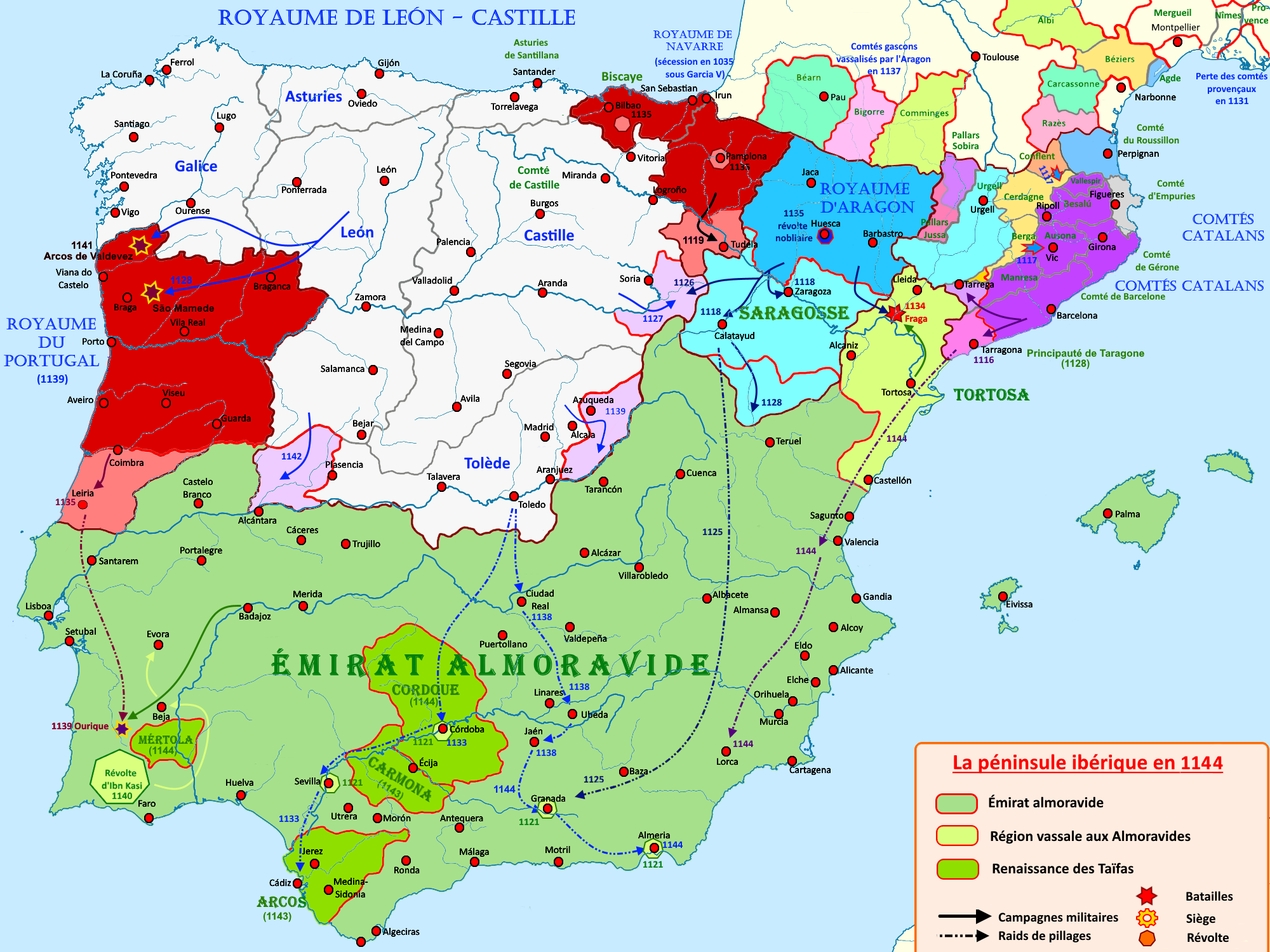
L'affaiblissement des Almoravides de 1115 à 1144